# Alena distincta
Alena distincta är en halssländeart som först beskrevs av Nathan Banks 1911.  Alena distincta ingår i släktet Alena och familjen ormhalssländor. Inga underarter finns listade i Catalogue of Life.